# 신수정 (1973년)
신수정(申水晶, 1973년 1월 19일~)은 대한민국의 정치인이다. 제8·9대 광주광역시의원이다. 제5·6·7대 광주 북구의원(2006. 7.~2018. 5.)을 지냈다.

## 학력
- 광주대학교 예술대학 산업디자인학과 졸업
- 전남대학교 정책대학원 졸업(정책학 석사)

## 경력
- 북구자원봉사센터 총무부장
- 북구자원봉사단체협의회 사무국장
- 2006. 7.~2010. 6. 제5대 광주광역시 북구의회 의원
- 2010. 7.~2014. 6. 제6대 광주광역시 북구의회 의원
- 전국사회적경제지방의원협의회 사무총장
- (사)따뜻한 한반도 사랑의 연탄나눔 광주지부장
- 2014. 7.~2018. 5. 제7대 광주광역시 북구의회 의원
- 2018. 7.~2022. 6. 제8대 광주광역시의회 의원
- 2022. 7.~ 제9대 광주광역시의회 의원
  - 2024. 7.~ 제9대 광주광역시의회 후반기 의장
- 2024. 9.~ 제19대 대한민국시도의회의장협의회 부회장

## 역대 선거 결과
|  | 10.84% |

|  | 43.75% |

|  | 39.74% |

|  | 77.24% |

|  | 0% |